# Programa ISEE

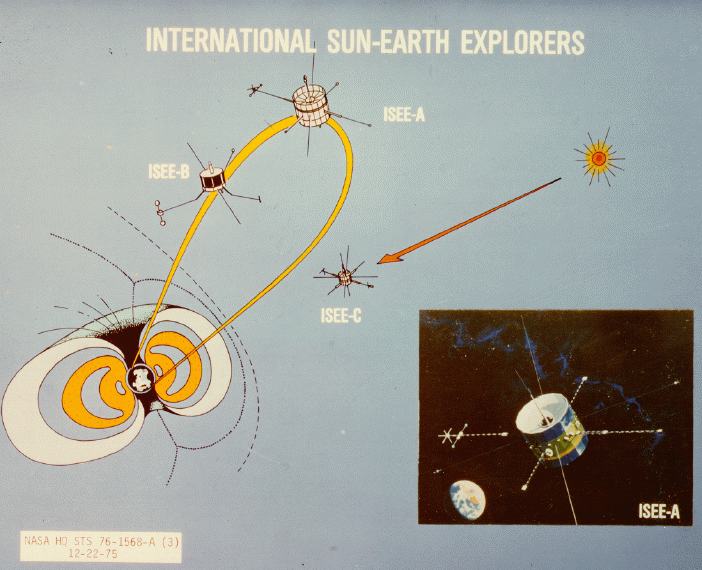
Órbitas de los tres satélites del programa ISEE y de la magnetosfera terrestre.

El programa ISEE (acrónimo de International Sun-Earth Explorer, en español Exploración internacional Sol-Tierra) es una serie de tres satélites artificiales científicos, construidos por la ESA y la NASA y lanzados en 1977/1978 para estudiar las interacciones entre el viento solar y la magnetosfera terrenal. Los ISEE 1 y 2, al circular en una órbita común a muy poca distancia entre sí, inauguran una nueva técnica de estudio de la magnetosfera que permite eliminar la ambigüedad entre la variación espacial y temporal de los fenómenos observados en los límites de esta región del espacio. ISEE-3 es el primer satélite puesto en órbita alrededor del punto de Lagrange L1. Rebautizado como ICE, sobrevoló el cometa 21P/Giacobini-Zinner en 1985 y luego el cometa Halley en 1986.